# Tramwaje w Rengo
Tramwaje w Rengo − zlikwidowany system komunikacji tramwajowej w Rengo w Chile, działający w latach 1872−1927.

## Historia
Pierwsze tramwaje na ulice Rengo wyjechały w 1872, były to tramwaje konne, które kursowały po torach o rozstawie szyn wynoszącym prawdopodobnie 1219 mm. 14 marca 1918 uruchomiono tramwaje elektryczne, które kursowały po trasie tramwaju konnego. Tramwajami zarządzała spółka Compañía Tranvías Eléctricos de Rengo, którą później przejęła Compañía General de Electricidad Industrial. Rozstaw szyn wynosił 1560 mm. Do obsługi linii zakupiono 4 wagony z Buenos Aires. Wagony zostały wyprodukowane w St. Louis Car Co. W pierwszym roku działalności tramwaje elektryczne przewiozły ponad 130 tys. pasażerów. Na początku lat 20. XX w. spółka próbowała sprzedać linię prywatnej firmie, jednak bez rezultatu. W 1923 część linii została zniszczona przez powódź. Wagony sprzedano do Talca. Następnie linię odbudowano i do około 1927 po linii jeździły tramwaje benzynowe.